# Alcis fredi
Alcis fredi là một loài bướm đêm trong họ Geometridae.